# 城计头乡
城计头乡是中国河北省邢台市邢台县下辖的一个乡。2020年6月，城计头乡划归信都区管辖。

## 行政区划
下辖以下地区：
城计头村、花木村、白崖村、谢沟村、前沟近村、后沟近村、押石村、范才峪村、报台村、破庙村、马峪村、李辛庄村、善峪沟村、坡底村、羊尔庄村、麦地湾村、白垴村、前教场村、后教场村、梨水村、磨盘峪村、赵峪村、马沟村、菜峪村、七林村、道沟村、左庄村、宋庄村、靳沟村、乔庄村和陈庄村。